# Paroedura hordiesi
Paroedura hordiesi es una especie de geco del género Paroedura, familia Gekkonidae, orden Squamata. Fue descrita científicamente por Glaw, Rösler, Ineich, Gehring, J. Köhler y Vences, 2014.

## Descripción
Es de tamaño mediano, la longitud hocico-respiradero es de 58 milímetros y la longitud de la cola de 53 milímetros.

## Distribución
Se distribuye por Madagascar.